# Airport Road
Airport Road è un census-designated place degli Stati Uniti d'America, situato nella Contea di Washakie nello stato del Wyoming. Nel censimento del 2000 la popolazione era di 297 abitanti.

## Geografia fisica
Secondo i rilevamenti dell'United States Census Bureau, la località di Airport Road si estende su una superficie di 9,7 km², tutti occupati da terre.

## Popolazione
Secondo il censimento del 2000, ad Airport Road vivevano 297 persone, ed erano presenti 85 gruppi familiari. La densità di popolazione era di 30,7 ab./km². Nel territorio comunale si trovavano 114 unità edificate. Per quanto riguarda la composizione etnica degli abitanti, l'89,56% era bianco, lo 0,34% era afroamericano, il 7,07% apparteneva ad altre razze e il 3,03% a due o più. La popolazione di ogni razza ispanica corrispondeva al 12,79% degli abitanti.
Per quanto riguarda la suddivisione della popolazione in fasce d'età, il 26,3% era al di sotto dei 18, il 6,7% fra i 18 e i 24, il 21,2% fra i 25 e i 44, il 29,0% fra i 45 e i 64, mentre infine il 16,8% era al di sopra dei 65 anni di età. L'età media della popolazione era di 43 anni. Per ogni 100 donne residenti vivevano 91,6 uomini.